# Gabriel de Saint-Aignan
Pour les autres membres de la famille, voir Famille Rousseau de Saint-Aignan.
Gabriel Edmond Rousseau de Saint-Aignan est un haut fonctionnaire et homme politique français né le 23 avril 1804 à Paris et décédé le 30 août 1889 à Paris.

## Biographie
Gabriel de Saint-Aignan est le fils d'Auguste de Saint-Aignan et le petit-fils du marquis Gabriel Louis de Caulaincourt. Marié à la fille de Jean-Pierre Collot, il est le beau-père du préfet Raimond de Villeneuve-Bargemon et du comte Paul de Talleyrand-Périgord.
Préfet de la Sarthe de 1833 à 1836, préfet d'Eure-et-Loir de 1836 à 1837, préfet de la Somme de 1837 à 1839, préfet du Nord de 1839 à 1845, puis conseiller d’État, il est député du Nord de 1846 à 1848, siégeant dans la majorité conservatrice soutenant la monarchie de Juillet.
Il est nommé officier de la Légion d'honneur en 1841.

## Sources
- « Gabriel de Saint-Aignan », dans Adolphe Robert et Gaston Cougny, Dictionnaire des parlementaires français, Edgar Bourloton, 1889-1891 [détail de l’édition]